# مملكة تساو واي
مملكة واي (بالصينية: 魏)، المعروفة بشكل أكثر دقة باسم تساو واي، كانت أقوى الممالك الثلاث التي كانت تتنافس على حكم الصين بعد سقوط سلالة هان الحاكمة. دامت المملكة من عام 220 حتى 265. المملكتان الأخرتان كانتا مملكة شو، ومملكة وو في جنوب وجنوب شرق الصين.
أثناء سقوط مملكة هان، الجزء الشمالي للصين كان تحت سيطرة تساو تساو. في عام 213، لقب تساو تساو «واي غونغ» (دوق واي) وأعطاه الإمبراطور شيان شرعية السيطرة على الشمال ليكون تحت سيطرة منطقته المسمية «دوقية واي». في ذلك الوقت قسم الجزء الجنوبي للصين إلى منطقتين (وهما لاحقا مملكة شو ومملكة وو) يسيطر عليهما كلا من سون تشوان وليو باي.
بعد وفاة تساو تساو في سنة 220 قام بتوريث إبنه تساو بي لقب ملك واي وبعد أقل من شهر أجبر تساو بي الإمبراطور شيان على التنازل له وأسس مملكة واي أما ليو باي فقد نصب نفسه إمبراطور خليفة لهان وإدعى الشرعية، بينما ظل سون تشوان محتفظا بلقبه كملك حتى سنة 226م وكان يطمح أن يصبح ملكا تابعا لواي بعد سقوط سلالة هان الحاكمة.

## حكام مملكة واي
- 216 - 220: تساو تساو ((ك دوق لواي
- 220 - 226: الإمبراطور تساو بي (曹丕)
- 226 - 239: الإمبراطور تساو روي (曹叡)
- 239 - 254: الإمبراطور تساو فانغ (曹芳)
- 254 - 260: الإمبراطور تساو ماو (曹髦)
- 260 - 265: الإمبراطور تساو هوان (曹奐)

## سقوط مملكة واي

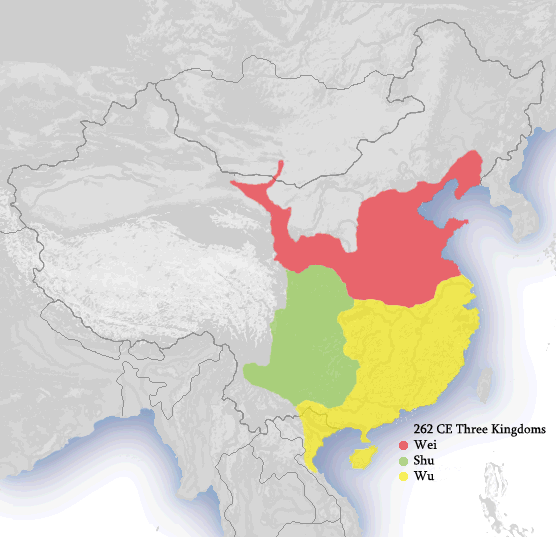
خرائط الممالك الثلاث 262م

بعد انتهاء الحروب الشمالية لتشوغ ليانغ، توفي الإمبراطور تساو روي وقرر تنصيب تساو شوانغ (ابن تساو شين عدو سيما يي) وسيما يي في منصب موجه ومربي لإبنه المتبنى تساو فانغ، وبعد إستبداد تساو شوانغ بالسلطة إنقلب سيما يي عليه في حادثة مقابر غاو بينغ وبعد وفاته خلفه إبنه سيما زاو الذي قام بفتح مملكة شو وبعد فتح شو توفي سيما زاو فقام إبنه سيما يان بتنصيب نفسه إمبراطور على أسرة جين (265-420) وقام بإحتلال وو سنة 280 وبذلك توحدت الممالك الثلاث
| سبقه سلالة هان الحاكمة | تساو واي 220-265 | تبعه أسرة جين (265-420) |

## أعلام
- ليو هوي
- تساو فانغ
- تساو هوان